# Georg Struthoff
Georg Struthoff (* 24. August 1894 in Oldenburg; † 21. Februar 1975 in Oldenburg) war ein deutscher Politiker.
Struthoff war in Oldenburg als Bankdirektor tätig. Als Abgeordneter der FDP gehörte er von der ersten Sitzung am 30. Januar 1946 bis zur letzten am 6. November 1946 dem Ernannten Landtag von Oldenburg an.

## Quelle
- Barbara Simon: Abgeordnete in Niedersachsen 1946–1994. Biographisches Handbuch. Hrsg. vom Präsidenten des Niedersächsischen Landtages. Niedersächsischer Landtag, Hannover 1996, S. 374.

| Personendaten    | Personendaten                  |
| ---------------- | ------------------------------ |
| NAME             | Struthoff, Georg               |
| KURZBESCHREIBUNG | deutscher Politiker (VDP), MdL |
| GEBURTSDATUM     | 24. August 1894                |
| GEBURTSORT       | Oldenburg                      |
| STERBEDATUM      | 21. Februar 1975               |
| STERBEORT        | Oldenburg                      |